# AEG C.V
L'AEG C.V fu un aereo da ricognizione monomotore, biposto e biplano, sviluppato dall'azienda tedesco-imperiale Allgemeine Elektrizitäts-Gesellschaft (AEG) negli anni dieci del XX secolo e rimasto allo stadio di prototipo.
Sviluppo del precedente AEG C.IV e principalmente caratterizzato dall'adozione di un'ala superiore a gabbiano, venne realizzato principalmente per dotarlo del più potente motore Mercedes D.IV divenuto disponibile, ma essendo questo abbinamento risultato inferiore alle aspettative, soprattutto a causa della scarsa affidabilità del propulsore, non venne avviata alcuna produzione in serie, rimanendo così l'unico esemplare costruito.

## Storia del progetto
La continua e veloce evoluzione tecnologica che interessò l'aviazione durante la prima guerra mondiale costrinse i contendenti ad adeguare i propri mezzi alle capacità altrui attraverso anche la disponibilità di unità motrici dalla potenza sempre maggiore. Lo sforzo tecnologico che interessò l'industria meccanica tedesca si concretizzò, nel 1917, con la disponibilità dei più potenti motori Mercedes D.IV, un 8 cilindri in linea raffreddato a liquido, in grado di erogare una potenza nominale pari a 220 PS (162 kW), che suggerì alle aziende aeronautiche nazionali di adattare i propri modelli al nuovo propulsore.
La AEG decise di sfruttare la cellula del precedente ed apprezzato C.IV apportandole alcuni sostanziali cambiamenti pur mantenendone l'impostazione generale, monomotore biplano biposto con carrello fisso e dotato di armamento difensivo come da specifiche Idflieg. L'ufficio tecnico dell'azienda decise di intervenire radicalmente sulla velatura, introducendo un'ala superiore dal profilo ad ala di gabbiano, ovvero che presentava una V centrale con due semiali attaccate alla parte superiore della fusoliera, soluzione adottata per migliorare notevolmente il campo visivo dell'equipaggio al di sopra del velivolo. Anche il disegno degli elementi che collegavano i due piani alari era originale, costituita da una doppia coppia di montanti esterna che convergevano verso il basso, più una terza di rinforzo vicino alla fusoliera.
Il prototipo venne portato in volo per la prima volta nel corso del 1917, tuttavia l'unità motrice si rivelò gravata di un congenito problema di affidabilità legato all'eccessiva lunghezza dell'albero a gomiti. Durante il funzionamento infatti produceva delle controproducenti vibrazioni che si scaricavano fino alla sua rottura, cosa che sconsigliò la AEG nel proseguire nello sviluppo del modello.

## Tecnica
Di aspetto anticonvenzionale, il C.V conservava alcuni elementi strutturali del precedente C.IV.
La fusoliera era costruita con struttura in legno e rivestita con pannelli di compensato con abitacoli separati aperti in tandem, l'anteriore destinato al pilota ed il posteriore, equipaggiato con una mitragliatrice brandeggiabile di difesa, dall'osservatore. Anteriormente all'abitacolo anteriore era posto un castello tubolare che collegava la stessa all'ala superiore.
La configurazione alare era biplana, con il piano alare superiore, ad ala fdi gabbiano e montato alto sulla fusoliera, ed inferiore, montato basso, di egual misura e collegati tra loro da una complessa coppia di due montanti per lato integrati da tiranti in cavetto d'acciaio.
Il carrello d'atterraggio era un semplice biciclo anteriore fisso integrato posteriormente da un pattino d'appoggio montato sotto la coda.
La propulsione era affidata ad un motore Mercedes D.IV, un 8 cilindri in linea raffreddato a liquido in grado di erogare una potenza pari a 220 PS (162 kW) ed abbinato ad un'elica bipala in legno a passo fisso.